# Charles de France (1446-1472)
Pour les articles homonymes, voir Charles de France.
Titres
Duc de Guyenne
18 septembre 1469 – 24 mai 1472
(2 ans, 8 mois et 6 jours)
Duc de Normandie
5 octobre 1465 – 18 septembre 1469
(3 ans, 11 mois et 13 jours)
Duc de Berry
22 juillet 1461 – 5 octobre 1465
(4 ans, 2 mois et 13 jours)
Charles de France, né le 26 décembre 1446 à Tours et mort le 24 mai 1472 à Bordeaux, plus jeune fils du roi de France Charles VII, est duc de Berry de 1461 à 1466, duc de Normandie de 1465 à 1466 et duc de Guyenne de 1469 à 1472.
Frère du roi de France Louis XI, son aîné de 23 ans, il ne cesse de comploter contre lui dès son avènement (22 juillet 1461), participant notamment à la guerre du Bien public (1465) aux côtés de Charles le Téméraire, héritier présomptif du duc de Bourgogne Philippe le Bon (1396-1467).

## Biographie

### Famille et titres
Il est le dernier enfant et le quatrième fils de Charles VII et de Marie d'Anjou.  Il naît sept ans avant la fin de la guerre de Cent Ans, marquée par la prise de Bordeaux, capitale du duché d'Aquitaine, détenu depuis 1154 par les rois d'Angleterre.
Il est fait duc de Berry en 1461, de Normandie en 1465 et de Guyenne en 1469.
Il a une maîtresse Nicole de Chambes-Montsoreau, dite aussi Colette de Chambes[réf. nécessaire] ; elle est la fille de Jean II de Chambes, constructeur du château de Montsoreau et conseiller des rois Charles VII et Louis XI, mariée à Louis d'Amboise, vicomte de Thouars, qui meurt en 1469.
On suppose qu'elle lui a transmis la maladie qui pourrait être la cause de leur décès, respectivement en 1471 et 1472.

### Duc de Berry (1461-1466)

#### Action dans le duché
En 1463, il obtient de son frère la création de l'université de Bourges.

#### La guerre du Bien public (1465) et ses conséquences
Le 10 mars 1465, il prend la tête de la Ligue du Bien public.
Par les traités de Conflans (5 octobre 1465) et de Saint-Maur (29 octobre 1465), signés entre Charles le Téméraire, les princes féodaux et Louis XI, celui-ci restitue au duc de Bourgogne les villes de la Somme, rachetées en 1463 et cède le riche duché de Normandie en apanage à Charles, qui est le dernier duc de Normandie.

### Duc de Normandie (1465-1466)
En 1466, Charles, aux prises avec les Bretons qui refusent de le laisser maître en sa province de Normandie, ne parvient pas à gouverner[pas clair].
Dès mars 1466, les armées royales reprennent le duché, qui revient à la Couronne, tandis que Charles fuit en Bretagne, après s'être réconcilié avec François II, duc de Bretagne.
Le traité d'Ancenis est signé le 10 septembre 1468 entre Louis XI, Charles et le duc de Bretagne François II. Les deux vassaux du roi s'engagent à ne plus s'associer avec Charles le Téméraire et il est convenu que Louis XI accordera un nouvel apanage à Charles.

### Le traité de Péronne (1468) et ses suites
- 10 octobre 1468 au 14 octobre 1468 : Entrevue de Péronne, au cours de laquelle Charles le Téméraire a l'occasion de s'emparer de son « royal cousin » et de le tenir prisonnier, mais préfère signer un traité avantageux avec lui qui notamment donne en apanage à Charles de France le comté de Champagne et de Brie (en remplacement de la Normandie). Mais Louis XI craint que l'attribution de ce comté à son frère influençable ne permette au Téméraire de « faire le pont » entre les Bourgognes et les Pays-Bas bourguignons, ce qui amènerait à une unité géographique de fait de l'État bourguignon. Il trouvera moyen de donner plutôt la Guyenne à son frère cadet.
- 1er août 1469 : Nommé, lors de sa création, premier chevalier de l'Ordre de Saint-Michel où chaque membre doit jurer de défendre par tous ses pouvoirs l'autorité du souverain et les droits de la couronne[6].
- 7 septembre 1469[7] : Réconciliation, il quitte la Bretagne, après avoir accepté, en avril 1469, le duché de Guyenne au lieu du comté de Champagne.

Louis XI lui propose une entrevue sur la frontière de Guyenne, à Port-Braud, actuellement Puyravault (Vendée) . Le lendemain, ils s'installent à Coulonges-les-Réaux (Coulonges-sur-l'Autize), en effectuant une grande chasse. Enfin, le 18 septembre 1469, le traité de réconciliation se signa. Le duc gagne quelques terres supplémentaires.
- 18 décembre 1469 : Noël avec son frère, il arrive à Amboise et à Montilz-lèz-Tours, nouveau château en travaux, afin de fêter Noël avec Louis XI ainsi que la reine Charlotte de Savoie[10]. Le 27, ils restaient encore à Montilz-lèz-Tours : "…Au surplus, mon frere le duc de Guienne est ycy, et ferons bonne chere et nous en yrons a Amboise…" [11]

### Projets de mariage (1469-1471)
Deux projets de mariage ont lieu dans les années 1469-1471, avec Jeanne de Castille et avec Marie de Bourgogne, fille de Charles le Téméraire.
En 1469, le roi Henri IV de Castille propose à Louis XI de marier sa fille, la princesse héritière Jeanne de Castille à Charles, plutôt qu'Isabelle Ire de Castille, préférée par Louis mais déjà mariée.
En 1471, le duc de Bourgogne Charles le Téméraire annonce qu'il souhaite que Charles de France épouse sa fille Marie de Bourgogne. Ce projet initialement conçu par son père, feu Philippe le Bon, aurait permis d'affaiblir le roi et le royaume de France. Il aurait entouré la France sur une part de ses frontières d'un duché indépendant et puissant.
Charles de France ayant juré la paix avec le roi de France sur la vraie croix de Saint-Laud d'Angers à la Rochelle le 19 août 1469, une relique importante, il envoie Jean de Batut et Jourdains Faure, l'évêque de Montauban et l'abbé de Saint-Jean-d'Angély,.
Il est cependant possible que Charles ait envoyé ses ambassadeurs à Rome en août, en secret. En effet, Louis XI expédia deux lettres le 20 août 1471. « Monseigneur du Bouchaige, j'ay a ceste heure receu unes lettres de maistre Olivier Le Roux, dont je vous envoye le double ; pareillement je vous envoye les pièces qui ont este trouvees escriptes de la main de maistre Henry Millet au logeis, ainsi qu'il s'en partoit. … Quand vous partistes, je me doubtoye que monseigneur de Guyenne feist ces mariages, et maintenant, veu que lesdictes lettres que maistre Olivier m'escript, et les pièces qui ont este trouvees, et les parolles que maistte Henry Millet a dictes, dont je vous envoye tout par qui mon frere m'a bien mande qu'ilz tachoient du mariage de la fille de monseigneur de Foix, et ne m'a point mande de celuy de Bourgoigne qu'ilz lui en eussent parle, ne aussi de bailler son seelle, vous avez a me asseurer avecques lui de ce seelle que je doubte qu'il ait baille, s'il vous est possible. … car mon frere ne me advertist point si avant comme je trouve par ces mémoires, et me advertissez bien au cler de tout. Escript a Sainct Michel sur Loyre, le XXe jour d'aoust. » Une autre fut adressée au duc de Milan : « Cher et ame cousin, nous avons sceu que nostre frere le duc de Guienne a envoye a Romme pour se faire dispenser du serment qu'il nous a fait, duquel nous vous envoyons le double. Et, pour ce que avons este adverty que estez bien amy et serviteur de Nostre Saint Pere, nous vous prions que vueillez tant faire envers Sa Saintete, que nostre dit frere ne obtiengne aucune dispence de ladicte matiere, et que les gens que, pour ceste cause, il a envoiez par dela ne puissent faire ne besongner aucune chose ; car, en ce faisant, vous nous ferez ung tres singulier et agreable plaisir, lequel recongnoistrons avecques autres que nous avez faiz par cy devant, quant d'aucune chose nous requerrez. Francois de Doms, nostre varlet tranchant, lequel avons nourry, est par dela qui avoit charge de parler a l'autre pape. Et, pour ce, vous prions que vous mandez a voz gens qu'ilz lui aident. Escript a Sainct Michel sur Loyre, le XXme jour d'aoust. », auprès du pape à Rome pour savoir sous quelles conditions il peut se défaire de ce serment, il s'agit de la lettre du roi aux Lyonnais datée du 3 mars 1472 « …nostre frere de Guienne avoit envoye l'evesque de Montaulban et autres par devers nostre Saint Pere le pape, pour se faire dispenser de tous les foy et seremens qu'il nous a faiz, tant des serements de fidelite que de ceulx qu'il nous a faiz sur la vraye croix de monseigneur Saint Lou et de ceulx de nostre ordre, et aussi du mariage de la fille d'Espaigne, que autres, … »
Louis XI et l'évêque d'Angers envoient de leur côté un chapelain au pape Paul II, pour que celui-ci n'accorde pas la dispense nécessaire à ce mariage en raison des liens de parenté entre les deux époux. Paul II meurt le 26 juillet 1471. Le nouveau pape Sixte IV déclare le mariage impossible en raison d'une consanguinité, et menace ceux-ci d'excommunication s'ils poursuivent leur projet d'union.
Le 30 juin 1470, la naissance d'un dauphin (futur Charles VIII), en donnant enfin à Louis XI un héritier, atténue sensiblement les craintes inspirées par son frère. Pour empêcher le mariage bourguignon souhaité par son frère, Louis XI va jusqu'à demander pour son fils (âgé d'un an), la main de Marie de Bourgogne (1457-1482) en contrepartie d'une restitution d'Amiens et de Saint-Quentin.

### Duc de Guyenne (1469-1472)
Le duché d'Aquitaine, reconquis et confisqué au roi d'Angleterre, entre dans le domaine royal en 1453. En 1469, Charles reçoit en apanage le duché de Guyenne. Mais à cette date, les rois d'Angleterre n'ont pas signé de paix avec la France, les deux royaumes sont toujours en état de guerre.
Le 25 juillet 1470, Charles adhère à l'alliance contre Édouard IV, organisée par Louis XI et jure fidélité pour Warwick lors des fiançailles entre le prince Galles Édouard et Anne Neville, dans la cathédrale d'Angers. 
Le duc arrive de nouveau à Amboise afin de célébrer leur mariage en décembre.

### La maladie et la mort (1471-1472)
Le 22 décembre 1471, Louis XI est informé de la maladie du duc : « Monseigneur de Maille est aujourd'uy arrive, qui a laisse monseigneur de Guienne a Sainct Sever malade de fievres cartes, … »
Le 24 mai 1472, Charles de France meurt à Bordeaux.
Une source du milieu du XIXe siècle, se fondant sur différentes sources primaires, indique que Charles le Téméraire, alors en guerre contre Louis XI, aurait lancé la rumeur selon laquelle Charles de France avait été empoisonné sur ordre du roi.
Comme il disparaît sans postérité, la Guyenne est facilement réintégrée au domaine royal.

## Armoiries
| Blason | Blasonnement : D'azur, à trois fleurs de lys d'or, à la bordure engrelée de gueules. Commentaires : De 1461 à 1465 : Blason de Charles de France, duc de Berry. |

| Blason | Blasonnement : Écartelé : 1 et 4, d'azur, à trois fleurs de lys d'or, à la bordure engrelée de gueules (Berry); 2 et 3, de gueules, à deux léopards d'or (Normandie). Commentaires : De 1465 à 1469 : Blason de Charles de France, duc de Normandie. |

| Blason | Blasonnement : Écartelé : 1 et 4, d'azur, à trois fleurs de lys d'or, à la bordure engrelée de gueules (Berry); 2 et 3, de gueules, au léopard d'or (Guyenne) Commentaires : De 1469 à sa mort : Blason de Charles de France, duc de Guyenne. |